# Pronunciación y ortografía del latín
La fonología (pronunciación) del latín es el sistema de sonidos utilizado en los distintos tipos de latín. Este artículo trata en gran medida de las características que pueden deducirse del latín clásico tal y como lo hablaban las personas cultas desde finales de la República romana hasta principios del Imperio. La evidencia viene en forma de comentarios de los gramáticos romanos, errores ortográficos comunes, transcripciones a otras lenguas y los resultados de varios sonidos en las lenguas romances.
La ortografía del latín se refiere al sistema de escritura utilizado para deletrear el latín desde sus etapas arcaicas hasta la actualidad. El latín se escribía casi siempre en alfabeto latino, pero las particularidades variaban de una época a otra. El alfabeto se desarrolló a partir de la escritura itálica antigua, que se había desarrollado a partir de una variante del alfabeto griego, que se había desarrollado a partir de una variante del alfabeto fenicio. El alfabeto latino se parece más al alfabeto griego, lo cual puede verse en la cerámica de figuras negras que data de hacia el 540 a. C.
Como el latín siguió utilizándose como lengua clásica, lengua franca y lengua litúrgica mucho después de que dejara de ser lengua materna, la pronunciación y, en menor medida, la ortografía se apartaron considerablemente de la norma clásica, y los hablantes nativos de distintas lenguas pronunciaban las palabras latinas de forma diferente. Aunque hoy en día se suele emplear una pronunciación clásica reconstruida en la enseñanza del latín, la pronunciación eclesiástica de influencia italiana utilizada por la Iglesia católica sigue siendo de uso común. La pronunciación inglesa tradicional del latín prácticamente ha desaparecido de la enseñanza de los clásicos, pero sigue utilizándose para los préstamos latinos y el uso del latín, por ejemplo, para las nomenclaturas binominales en taxonomía.
Durante la mayor parte del tiempo en que el latín escrito fue de uso generalizado, muchos autores sostenían que hubo un cambio lingüístico o que se intentaba "restaurar" un estándar anterior. Estas fuentes son de gran valor para reconstruir las distintas fases de la lengua hablada (por ejemplo, el Appendix Probi es una fuente importante para la variedad hablada en el siglo IV después de Cristo) y, en algunos casos, han influido en el desarrollo de la lengua. Los esfuerzos de los autores del latín renacentista lograron en gran medida eliminar innovaciones gramaticales, ortográficas y léxicas presentes en el latín medieval pero ausentes en el latín clásico y contemporáneo.

## Formas de las letras

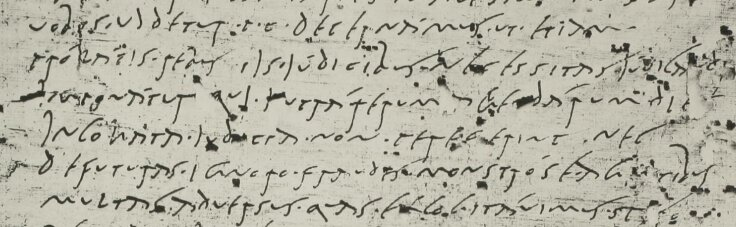
Fragmento de papiro en cursiva romana con fragmentos de discursos pronunciados en el Senado romano.

En la época clásica no existía la distinción moderna entre mayúsculas y minúsculas. Las inscripciones solían utilizar mayúsculas cuadradas, con formas de letras que se correspondían en gran medida con las mayúsculas modernas, y el texto manuscrito se escribía generalmente en cursiva, que incluye formas de letras que se corresponden con las minúsculas modernas.

## Fonemas y letras
En la ortografía clásica, las letras individuales correspondían principalmente a fonemas individuales (principio alfabético). Las excepciones son:
- Las letras ⟨a e i o u y⟩, cada una de las cuales podía representar una vocal corta o una larga. Las vocales largas se marcaban a veces con ápices, como en ⟨á é ó ú ý⟩, mientras que la /iː/ larga podía marcarse con el carácter especial ⟨ꟾ⟩.[5] En los tiempos modernos las vocales largas se marcan con macrones, como en ⟨ā ē ī ō ū ȳ⟩; a veces también pueden usarse breves para indicar vocales cortas, como en ⟨ă ĕ ŏ ŭ y̆⟩.
- Las letras ⟨i u⟩, que bien podían indicar vocales (como se ha mencionado) o las consonantes /j w/ respectivamente. En los tiempos modernos, las letras ⟨j v⟩ empezaron a utilizarse como grafías distintas para estas consonantes (que ahora suelen pronunciarse de forma muy diferente).
- Dígrafos como ⟨ae au oe⟩, que representaban los diptongos /ae̯ au̯ oe̯/. En algunas palabras ⟨ae oe⟩ también representaban secuencias de dos vocales adyacentes.
- Dígrafos como ⟨ph th ch⟩, que representan las consonantes aspiradas /pʰ tʰ kʰ/.

### Consonantes
A continuación se indican las consonantes distintivas (es decir, fonémicas) que se suponen para el latín clásico. Las que van entre paréntesis tienen un estatus fonémico discutido, y las que van precedidas de una daga ( † ) se encuentran principalmente o sólo en los préstamos griegos.
|             |             | Labial | Coronal | Palatal | Velar | Velar | Glotal |
| plano       | labial      | Labial | Coronal | Palatal |       |       | Glotal |
| ----------- | ----------- | ------ | ------- | ------- | ----- | ----- | ------ |
| Oclusiva    | sonoras     | b      | d       |         | g     | (ɡʷ)  |        |
| Oclusiva    | sordas      | p      | t       |         | k     | (kʷ)  |        |
|             | aspiradas   | †pʰ    | †tʰ     |         | †kʰ   |       |        |
| Fricativa   | sonoras     |        | †z      |         |       |       |        |
| Fricativa   | sordas      | f      | s       |         |       |       | h      |
| Nasal       | Nasal       | m      | n       |         |       |       |        |
| Rótica      | Rótica      |        | r       |         |       |       |        |
| Aproximante | Aproximante |        | l       | j       |       | w     |        |

#### Fonética
- El latín puede haber tenido las paradas velares labializadas /kʷ ɡʷ/ frente a las secuencias de parada + semivocal /kw ɡw/ (como en el inglés quick o penguin). El argumento a favor de /kʷ/ es más sólido que el de /ɡʷ/.[Nota 1]
- La primera podía darse entre vocales, donde siempre contaba como una sola consonante en la poesía clásica, mientras que la segunda sólo se daba después de /n/, donde es imposible saber si contaba como una consonante o dos.[6] El elemento labial, ya sea [ʷ] o [w], parece haberse palatalizado ante una vocal anterior, dando lugar a [ᶣ]/[ɥ] (por ejemplo, quī habría sonado algo así como este audioⓘ). Esta palatalización no afectaba a la consonante independiente /w/ ante vocales anteriores.[7]
- /kʷ ɡʷ/ ante /u/ puede haberse convertido en /k g/ por disimilación. Así lo sugiere el hecho de que equus y unguunt (del latín antiguo equos y unguont) se escriban también como ecus y ungunt, lo que probablemente indica la pérdida del elemento labial en este contexto. Otra posibilidad es que estas grafías indiquen que /k g/ en general se labializaba alofónicamente a [kʷ ɡʷ] mediante una /u/ posterior, de modo que no era necesario escribir una doble uu.[8]
- /p t k/ eran menos aspiradas que las consonantes inglesas correspondientes, como implica su transliteración habitual en griego antiguo como ⟨π τ κ⟩ y su pronunciación en la mayoría de las lenguas romances. Sin embargo, en muchos casos no era la /p k/ latina, sino la /b ɡ/ la que se utilizaba para traducir la /p k/ inicial de las palabras griegas en los préstamos (como en πύξος, κυβερνῶ > buxus, guberno), especialmente los préstamos de carácter no aprendido. Esto podría sugerir que la /p k/ latina tenía cierto grado de aspiración, lo que hacía que /b ɡ/ fuera más adecuada para aproximarse a los sonidos griegos.[9]
- La /pʰ tʰ kʰ/ se pronunciaba con una aspiración notable, como las consonantes iniciales del inglés pot, top, y cot respectivamente. Están atestiguadas a partir del 150 a. C., en las grafías ⟨ph th ch⟩, que al principio sólo se usaban para traducir el griego ⟨φ θ χ⟩ en palabras prestadas. A partir del año 100 a. C. aproximadamente, ⟨ph th ch⟩ se extendió también a una serie de palabras latinas nativas, como pulcher y lachrima. Cuando esto ocurría, era casi siempre cerca de la consonante /r/ o /l/, lo que implica que la /p t k/ latina había pasado a ser aspirada en ese contexto.[10][11]
- La /z/ se encontró como traducción del griego ⟨ζ⟩ en préstamos que comenzaron alrededor del siglo I a. C. En préstamos anteriores, el sonido griego se había traducido al latín como /ss/. En posición inicial parece haberse pronunciado [z], y entre vocales parece haberse doblado a [zz], contada como dos consonantes en poesía.[12][13]
- En latín clásico, /s/ era sorda en todas las posiciones. Sin embargo, en el latín antiguo, /s/ parece haber sonado a [z] entre vocales, para acabar convirtiéndose en /r/. Cicerón confirma que el apellido Papisius se cambió por Papirius en el siglo IV a. C., lo que puede dar una idea de la cronología. Posteriormente se desarrollaron nuevos casos de /s/ entre vocales a partir de cambios de sonido, como la degeminación de /ss/ tras vocales largas y diptongos (como en caussa > causa), que según Quintiliano ocurrió poco después de la época de Cicerón y Virgilio.[14]
- En latín antiguo, la /s/ final después de una vocal corta se perdía a menudo, probablemente después de una primera debucalización debucalización a [h], como en la forma inscrita Cornelio por Cornelios (Cornelius clásico). A menudo, en la poesía de Plauto, Ennio y Lucrecio, la /s/ final no contaba como consonante cuando iba seguida de una palabra que empezaba por consonante. En la época clásica, Cicerón describió esta práctica como característica del habla no urbana.[14]
- La /f/ era labiodental en latín clásico, pero puede haber sido una /ɸ/ bilabial en latín antiguo,[15] o quizá [ɸ] en variación libre con [f]. Lloyd, Sturtevant y Kent defienden este argumento basándose en errores ortográficos en inscripciones antiguas, en el hecho de que muchos casos de /f/ latina descienden del protoindoeuropeo */bʰ/ y en los resultados del sonido en romance (sobre todo en España).[16]
- En la mayoría de los casos, /m/ se pronunciaba como una nasal bilabial. Al final de una palabra, sin embargo, se perdía generalmente a partir del latín antiguo (excepto cuando otra nasal o una plosiva la seguían), dejando un alargamiento compensatorio y una nasalización en la vocal precedente,[17] de modo que decem puede haber sonado de la siguiente maneraⓘ. En las inscripciones en latín antiguo, la ⟨m⟩ final se omite a menudo, como en ⟨viro⟩ para virom (virum clásico). Con frecuencia se elidía antes de una vocal siguiente en poesía y se perdía sin dejar rastro (aparte quizá de un alargamiento) en las lenguas romances,[18] excepto en una serie de palabras monosilábicas, donde a menudo sobrevive como /n/ o un desarrollo posterior de la misma.
- /n/ y /m/ se fusionaban por asimilación ante una consonante siguiente, siendo ésta la que determinaba la pronunciación resultante: bilabial [m] ante una consonante bilabial (/p b/), coronal [n] ante una consonante coronal (/t d/) y velar [ŋ] ante una consonante velar (/k kʷ ɡ/). Esto ocurría tanto dentro de las palabras (por ejemplo, quīnque puede haber sonado de la siguiente maneraⓘ) como a través de los límites de las palabras (por ejemplo, in causā con [ŋ], o im pace).[19]
- /ɡ/ se asimilaba a una nasal velar [ŋ] antes de /n/. Allen y Greenough sostienen que una vocal antes de [ŋn] es siempre larga,[20] pero W. Sidney Allen menciona que eso se basa en una interpolación en Prisciano, y la vocal era en realidad larga o corta dependiendo de la raíz, como por ejemplo rēgnum de la raíz de rēx, pero también magnus de la raíz de magis.[21] /ɡ/ probablemente no se asimiló a [ŋ] antes de /m/. El grupo /gm/ surgió por síncopa, como por ejemplo tegmen de tegimen. El original /gm/ se convirtió en /mm/ en flamma, de la raíz de flagrō.[6] Al principio de palabra, /gn/ original se redujo a [n], y este cambio se reflejó en la ortografía de textos posteriores, como en gnātus, gnōscō > nātus, nōscō.
- En latín clásico, la /r/ rótica era muy probablemente un trino alveolar [r] en algunas posiciones y cuando se duplicaba. Cayo Lucilio lo comparó con el sonido de un perro, y escritores posteriores lo describieron como producido por vibración. La /d/ se escribía a veces como ⟨r⟩, posiblemente sugiriendo un toque [r] (como la /ɾ/ simple en español).[22]
- /l/ estaba fuertemente velarizada en coda silábica y probablemente algo palatizada cuando geminada o seguida de /i(ː)/. En posición intervocálica, parece haber sido velarizada ante todas las vocales excepto /i(ː)/.[23]
- /j/ aparecía generalmente solo al principio de las palabras, antes de una vocal, como en iaceō, excepto en palabras compuestas como adiaceō (pronunciada de la siguiente maneraⓘ). Entre vocales, aparecía generalmente como una /jj/ geminada, como en cuius (pronunciado de la siguiente maneraⓘ) excepto en palabras compuestas como trāiectus. Esta /jj/ se marca a veces en las ediciones modernas con un circunflejo sobre la vocal precedente, por ejemplo cûius, êius, mâior, etc. La /j/ también podía variar con la /i/ en el mismo morfema, como en iam /jam/ y etiam /ˈe.ti.am/, y en poesía una podía ser sustituida por la otra con fines métricos.[24]
- La /w/ se pronunció como aproximante hasta el siglo I d. C., cuando la /w/ y la /b/ intervocálica empezaron a convertirse en fricativas. En poesía, /w/ y /u/ podían sustituirse entre sí, como en /ˈsilua/~/ˈsilwa/ o /ˈɡenua/~/ˈɡenwa/. A diferencia de /j/ seguía siendo una sola consonante en la mayoría de las palabras, por ejemplo en cavē, aunque representaba una doble /ww/ se daba en préstamos del griego como el nombre Evander.[25]
- En general, /h/ se seguía pronunciando en latín clásico, al menos por hablantes cultos, pero en muchos casos parece haberse perdido pronto entre vocales, y a veces también en otros contextos (diribeō < *dis-habeō es un ejemplo particularmente temprano). Donde la /h/ intervocálica sobrevivió, probablemente era sonora[26] (es decir, [ɦ]).

#### Ortografía
- Las letras consonánticas dobles representaban consonantes genuinamente dobles, como en ⟨cc⟩ para /kk/. En latín antiguo, las consonantes geminadas se escribían como si fueran simples hasta mediados del siglo II a. C., cuando empezó a aparecer la duplicación ortográfica.[Nota 2] Los gramáticos mencionan la marca de las consonantes dobles con el sicilicus, un diacrítico en forma de hoz. Aparece en algunas inscripciones de la era augusta.[27]
- ⟨c⟩ y ⟨k⟩ representaban ambas /k/, mientras que ⟨qu⟩ representaba /kʷ/. ⟨c⟩ y ⟨q⟩ distinguen pares mínimos como cui /kui̯/ y quī /kʷiː/.[28] En latín clásico ⟨k⟩ aparecía sólo en unas pocas palabras como kalendae, Karthagō, que también podía escribirse calendae, Carthagō.[29]
- ⟨x⟩ representaba /ks/. En latín antiguo, /ks/ también se deletreaba de otras formas como ⟨ks cs xs⟩. La letra ⟨x⟩ se tomó prestada del alfabeto griego occidental, donde chi ⟨χ⟩ representaba también /ks/. A diferencia de lo que ocurría en el alfabeto jónico, en el que chi significaba /kʰ/, /ks/ estaba representada por la letra xi ⟨ξ⟩.[30]
- En las inscripciones del latín antiguo, /k/ y /g/ no se distinguían. Ambas se representaban con ⟨c⟩ ante ⟨e i⟩, con ⟨q⟩ ante ⟨o u⟩, y con ⟨k⟩ ante consonantes o ⟨a⟩.[31] La forma ⟨c⟩ deriva de la gamma griega ⟨Γ⟩, que representaba /g/. Su uso para /k/ puede proceder del etrusco, que no distinguía las plosivas sonoras de las sordas. En latín clásico, ⟨c⟩ representaba /g/ sólo en las abreviaturas c y cn de Gaius y Gnaeus respectivamente.[29][32]
- ⟨g⟩ se creó en el siglo III a. C. para distinguir /g/ de /k/.[33] Su forma deriva de ⟨c⟩, a la que se añadió un diacrítico o trazo. Plutarco atribuye esta innovación a Spurius Carvilius Ruga en torno al 230 a. C.,[31] pero es posible que se originara con Appius Claudius Caecus en el siglo IV a. C..[34]
- La combinación gn probablemente representaba el grupo consonántico [ŋn], al menos entre vocales, como en agnus [ˈäŋ.nʊs] (audioⓘ).[17][35] Las vocales antes de este grupo a veces eran largas y a veces cortas.[21]
- Los dígrafos ph, th y ch representaban las plosivas aspiradas /pʰ/, /tʰ/ y /kʰ/. Comenzaron a utilizarse en la escritura hacia el año 150 a. C.,[33] principalmente como transcripción de los griegos phi Φ, theta Θ y chi Χ, como en Philippus, cithara y achāia. Algunas palabras nativas también se escribieron posteriormente con estos dígrafos, como pulcher, lachrima, gracchus, triumphus, probablemente representando alófonos aspirados de las plosivas sordas cerca de /r/ y /l/. Las plosivas aspiradas y la fricativa glotal /h/ también se utilizaban con ultracorrección, una afectación satirizada en Catulo 84.[10][11]
- En latín antiguo, las iniciales /z/ y /zz/ del griego koiné entre vocales se representaban con s y ss, como en sona de ζώνη y massa de ζώνη. Alrededor de los siglos II y I a. C., se adoptó la letra griega zeta Ζ para representar /z/ y /zz/.[13] Sin embargo, las grafías del latín vulgar[Nota 3] z o zi para di anterior y d antes de e, y las grafías di y dz para z anterior, sugieren la pronunciación /dz/, como por ejemplo ziomedis para diomedis, y diaeta para zeta.[36]
- En la antigüedad, u e i representaban las consonantes aproximantes /w/ y /j/, así como las vocales cercanas /u(ː)/ e /i(ː)/.
- La i que representa la consonante /j/ no solía duplicarse en la escritura, por lo que una sola i representaba doble /jː/ o /jj/ y las secuencias /ji/ y /jːi/, como en cuius para *cuiius /ˈkuj.jus/, conicit para *coniicit /ˈkon.ji.kit/, y rēicit para *reiiicit /ˈrej.ji.kit/. Tanto la pronunciación consonántica como la vocal de i pueden darse en algunos de los mismos entornos: compárese māius /ˈmaj.jus/ con Gāius /ˈɡaː.i.us/, e Iūlius /ˈjuː.li.us/ con Iūlus /iˈuː.lus/. La vocal que precede a una /jː/ doblada se marca a veces con un macrón, como en cūius.[Nota 4]  Ello no indica que la vocal es larga, sino que la primera sílaba es pesada a partir de la doble consonante.[24]
- La v entre vocales representaba /w/ simple en las palabras latinas nativas, pero doble /ww/ en los préstamos griegos. Tanto la pronunciación consonántica como la vocal de la v se daban a veces en entornos similares, como en genua [ˈɡɛ.nu.ä] y silva [ˈsɪl.wä].[25][37]

### Vocales

#### Monoptongos

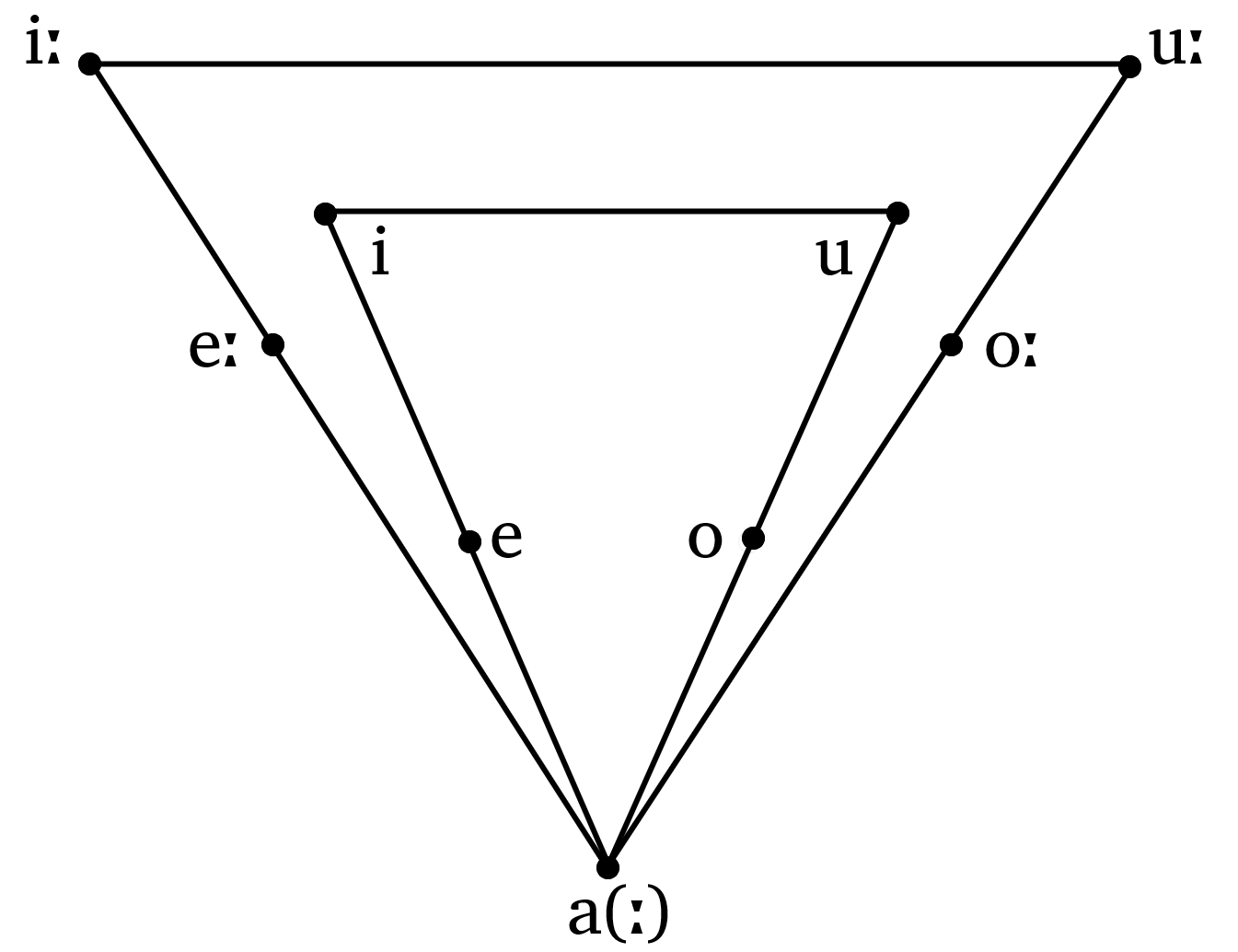
El espacio vocálico latino según Allen (1978, p. 47).

El latín clásico tenía diez monoptongos fonémicos nativos, cinco cortos /i e a o u/ y cinco largos /iː eː aː oː uː/. Algunas palabras prestadas del griego tenían ⟨y⟩, que los hablantes cultos habrían pronunciado como /y(ː)/ pero los menos cultos se habrían aproximado con las vocales nativas /i(ː)/ o /u(ː)/.
|         | Anterior    | Central | Posterior |
| ------- | ----------- | ------- | --------- |
| Cerrada | i i: (y yː) |         | u u:      |
| Media   | e eː        |         | o oː      |
| Abierta |             | a a:    |           |

#### Vocales largas y cortas
Las vocales cortas /i e o u/ parecen haberse pronunciado con una cualidad relativamente abierta, que puede aproximarse a [ɪ] [ɛ] [ɔ] [ʊ], y las vocales largas correspondientes con una cualidad relativamente cerrada, aproximadamente [iː] [eː] [oː] [uː]. La /i u/ corta era, como esto implica, similar en calidad a la /eː oː/ larga es sugerido debido a errores ortográficos atestiguados como:
- ⟨trebibos⟩ por tribibus
- ⟨minsis⟩ por mēnsis
- ⟨sob⟩ de sub
- ⟨punere⟩ para pōnere

Lo más probable es que /e/ tuviera un alófono más abierto antes de /r/.
La pronunciación de /e/ y /i/ probablemente era parecida cuando ocurrían antes de otra vocal, por ejemplo, con mea escrito como ⟨mia⟩ en algunas inscripciones. La /i/ corta ante otra vocal se escribe a menudo con la llamada i longa, como en ⟨dꟾes⟩ para diēs, indicando que su cualidad era similar a la de la /iː/ larga, ya que casi nunca se confundía con e en esta posición.

#### Adopción de la upsilon griega
La y se utilizaba en los préstamos griegos con el upsilon Υ. Esta letra representaba la vocal cerrada anterior redondeada, tanto corta como larga: /y yː/. El latín no tenía este sonido como fonema nativo, y los hablantes tendían a pronunciar estos préstamos con /u uː/ en latín antiguo y /i iː/ en latín clásico y también en el tardío si no eran capaces de producir /y yː/.

#### Sonus medius
Un sonido vocálico intermedio (probablemente una vocal central cerrada [ɨ] o posiblemente su homóloga redondeada [ʉ]), llamado sonus medius, puede reconstruirse para el periodo clásico. Tal vocal se encuentra en documentum, optimus, lacrima (también escritos como docimentum, optumus, lacruma) y otras palabras. Se desarrolló a partir de una /u/ corta histórica, más tarde adelantada por reducción vocálica. En las proximidades de las consonantes labiales, este sonido no era tan frontal y puede haber conservado cierto redondeo, siendo así más similar, si no idéntico, a la /u/ corta no reducida [ʊ]. La letra claudia (Ⱶ ⱶ) se inventó posiblemente para representar este sonido, pero en realidad nunca se encuentra utilizada de esta manera en el registro epigráfico (normalmente servía como sustituto del upsilon).

#### Nasalización vocálica
Las vocales seguidas de una consonante nasal se realizaban alofónicamente como vocales nasales largas en dos circunstancias:
- Ante m final de palabra:[18]
  - monstrum /ˈmon.strum/ > [ˈmõː.strʊ̃]
  - dentem /ˈden.tem/ > [ˈdɛn.tɛ̃]
- Ante consonantes nasales seguidas de una fricativa:[19]
  - censor /ˈken.sor/ > [ˈkẽː.sɔr] (en las primeras inscripciones, a menudo escrito como cesor)
  - consul /ˈkon.sul/ > [ˈkõː.sʊɫ̪] (a menudo escrito como cosol y abreviado como cos)
  - inferōs /ˈin.fe.roːs/ > [ˈĩː.fæ.roːs] (se escribe como iferos).

Estas vocales nasales largas tenían la misma cualidad que las vocales largas ordinarias. En el latín vulgar, las vocales perdieron su nasalización y se fusionaron con las vocales largas (que ya se habían acortado). Así lo demuestran muchas formas de las lenguas romances, como el español costar del latín vulgar cōstāre (originalmente constāre) y el italiano mese del latín vulgar mēse (latín clásico mensem). Por otro lado, la vocal corta y /n/ se restauraron, por ejemplo, en francés enseigne y enfant a partir de insignia e infantem (e es el desarrollo normal de la i corta latina), probablemente por analogía con otras formas que comienzan en el prefijo in-.
Sin embargo, cuando una -m final aparecía antes de un plosivo o una nasal en la palabra siguiente, se pronunciaba como una nasal en el lugar de articulación de la consonante siguiente. Por ejemplo, tan dūrum [tan ˈduː.rũː] se escribía como tam dūrum en las inscripciones, y cum nōbīs [kʊn ˈnoː.biːs] era un doble sentido, presumiblemente para cunnō bis [ˈkʊnnoː bɪs].

#### Diptongos
|         | Anterior         | Posterior        |
| ------- | ---------------- | ---------------- |
| Cerrada |                  | ui ui̯            |
| Media   | ei ei̯ eu eu̯      | oe oe̯ ~ eː       |
| Abierta | ae ae̯ ~ ɛː au au̯ | ae ae̯ ~ ɛː au au̯ |

ae, oe, au, ei, eu podían representar diptongos: ae representaba /ae̯/, oe representaba /oe̯/, au representaba /au̯/, ei representaba /ei̯/, y eu representaba /eu̯/. ui a veces representaba el diptongo /ui̯/, como en cui (audioⓘ) y huic. El diptongo ei había cambiado a ī en la época clásica; ei se mantuvo sólo en algunas palabras como la interjección hei.
Si hay una diéresis sobre la segunda vocal, ambas vocales se pronuncian por separado: aë [ä.ɛ], aü [a.ʊ], eü [e.ʊ] y oë [ɔ.ɛ]. Sin embargo, eu disílaba en los bordes de morfemas se escribe tradicionalmente sin diéresis: meus [ˈme.ʊs] 'mi'.
En latín antiguo, ae, oe se escribían como ai, oi y probablemente se pronunciaban como [äi̯, oi̯], con un segundo elemento completamente cerrado, similar a la sílaba final del francés travailⓘ. A finales del latín antiguo, el último elemento de los diptongos se rebajó a [e], de modo que los diptongos se pronunciaban [äe̯] y [oe̯] en latín clásico. Después se monofonaron a [ɛː] y [eː] respectivamente, a partir de las zonas rurales a finales del periodo republicano. Sin embargo, el proceso no parece haberse completado antes del siglo III d. C., y algunos estudiosos afirman que podría haberse regularizado en el siglo V.

### Longitud de vocales y consonantes
La longitud de las vocales y consonantes era más importante y estaba mejor definida en latín que en el inglés moderno. La duración es el tiempo que se mantiene un sonido determinado antes de pasar al siguiente sonido de una palabra. En la ortografía moderna del latín, especialmente en diccionarios y trabajos académicos, los macrones se utilizan con frecuencia para marcar las vocales largas: ⟨ā ē ī ō ū ȳ⟩, mientras que la breve se utiliza a veces para indicar que una vocal es corta: ⟨ă ĕ ĭ ŏ ŭ y̆⟩.
Las consonantes largas solían indicarse mediante duplicación, pero la ortografía latina antigua no distinguía entre los usos vocálicos y consonánticos de i y v. La duración de las vocales sólo se indicaba de forma intermitente en las fuentes clásicas e incluso entonces a través de diversos medios. Los usos medievales y modernos posteriores tendían a omitir por completo la duración de las vocales. Se asocia al poeta Lucio Accio una breve convención que consistía en escribir las vocales largas duplicando la letra vocálica. Posteriormente, las vocales largas se marcaron con un ápice (diacrítico similar al acento agudo) o, en el caso de la i larga, aumentando la altura de la letra (i larga); en el siglo II d. C., también se les añadieron ápices. El sistema clásico de duración de las vocales se desvaneció en el latín tardío y dejó de ser fonémico en romance y posteriormente fue sustituido por contrastes en la calidad de las vocales. Sin embargo, la longitud de las consonantes sigue siendo contrastiva en gran parte del italo-romance, como en el caso del italiano nono "noveno" frente a nonno "abuelo".
Un par mínimo con vocales largas y cortas y consonantes largas y cortas es ānus /ˈaː.nus/ ('ano'), annus /ˈan.nus/ ('año'), anus /ˈa.nus/ ('vieja').

### Tabla ortográfica
Las letras b, d, f, h, m, n se pronuncian siempre como en inglés [b], [d], [f], [h], [m], [n], respectivamente, y no suelen causar dificultades. Las excepciones se mencionan a continuación:
| Grafema del latín | Fonema del latín | Aproximación al inglés |
| ----------------- | ---------------- | --- |
| ⟨c⟩, ⟨k⟩          | [k]              | Siempre fuerte como k en sky, nunca blanda como en cellar, cello, o social. ⟨k⟩ es una letra procedente del griego, pero poco usada y generalmente sustituida por la letra c.                                                                     |
| ⟨ch⟩              | [kʰ]             | Como ch en chemistry, y aspirada; nunca como en challenge o change y tampoco como en Bach o chutzpa. Es la transliteración del griego ⟨χ⟩, usada sobre todo en préstamos griegos.                                                                 |
| ⟨g⟩               | [ɡ]              | Siempre fuerta como la g de good, nunca blanda como la g de gem. |
| ⟨gn⟩              | [ɡn ~ ŋn]        | Como ngn en wingnut. |
| ⟨i⟩               | [j]              | A veces al principio de una sílaba, como y en yard, nunca como j en just. |
| ⟨i⟩               | [jː]             | Doble entre vocales, como y en toy yacht. |
| ⟨l⟩               | [l]              | Cuando se dobla ⟨ll⟩ o antes de ⟨i⟩, como l clara en link (conocida como L exilis). |
| ⟨l⟩               | [ɫ]              | En todas las demás posiciones, como l en bowl (conocida como L pinguis). |
| ⟨p⟩               | [p]              | Como p en spy, sin aspirar. |
| ⟨ph⟩              | [pʰ]             | Como p en party, siempre aspirada; nunca como en photo cuando se pronuncia en inglés. Transliteración del griego ⟨φ⟩, usada sobre todo en préstamos griegos.                                                                                      |
| ⟨qu⟩              | [kʷ]             | Similar a qu en quick, nunca como qu en antique. Antes de ⟨i⟩, como cu en francés cuir. |
| ⟨quu⟩             | [kʷɔ ~ kʷu ~ ku] | Había dos tendencias: la pronunciación culta y la popular. En los círculos cultos se pronunciaba [kʷɔ], evocando la pronunciación del latín antiguo (equos, sequontur); mientras, en los círculos populares se pronunciaba [ku] (ecus, secuntur). |
| ⟨r⟩               | [r]              | Como r en italiano y varias lenguas románicas. |
| ⟨rh⟩              | [r̥]              | Como r en italiano y varias lenguas romances, pero sorda; p. ej. diarrhoea ⟨διάῤῥοια⟩. (véase Vibrante alveolar sorda). Transcripción del griego ῥ, utilizada sobre todo en los préstamos griegos.                                                |
| ⟨s⟩               | [s]              | Como s en say, nunca como s en rise o measure. |
| ⟨t⟩               | [t]              | Como t en stay. |
| ⟨th⟩              | [tʰ]             | Como th en thyme, y aspirada; nunca como en thing, o that. Transliteración del griego ⟨θ⟩, usada sobre todo en préstamos griegos. |
| ⟨v⟩               | [w]              | A veces al principio de una sílaba, o después de ⟨g⟩ y ⟨s⟩, como w en wine, nunca como v en vine. |
| ⟨vu⟩              | [wɔ ~ wu]        | Como one en algunos acentos ingleses, pero sin el sonido nasal: parvus [ˈpɐr.wɔs], vivunt [ˈwiː.wɔnt]. La grafía vu es postclásica (para luego convertirse en ortografía regular).                                                                |
| ⟨x⟩               | [k͡s]             | Una letra que representa ⟨c⟩ + ⟨s⟩, así como ⟨g⟩ + ⟨s⟩: como x en inglés axe. |
| ⟨z⟩               | [d͡z ~ zː]        | Como en zoom, nunca como en pizza (se utiliza sobre todo en los préstamos griegos). Transliteración del griego ⟨ζ⟩. |

| Grafema del latín | Fono del latín | Aproximación al inglés |
| ----------------- | -------------- | --- |
| ⟨a⟩               | [ä]            | Similar a u en cut cuando es corto. Transliteración del griego corto ⟨α⟩.                                                                 |
| ⟨a⟩               | [äː]           | Similar a a en father cuando es largo. Transliteración del griego largo ⟨α⟩.                                                              |
| ⟨e⟩               | [ɛ]            | Como e en pet cuando es corta. Transliteración del griego ⟨ε⟩.                                                                            |
| ⟨e⟩               | [eː]           | Similar a ey en they cuando es larga. Transliteración del griego ⟨η⟩, y ⟨ει⟩ en algunos casos.                                            |
| ⟨i⟩               | [ɪ]            | Como i en sit cuando es corta. Transliteración del griego corto ⟨ι⟩.                                                                      |
| ⟨i⟩               | [iː]           | Similar a i en machine cuando es larga. Transliteración del griego largo ⟨ι⟩, y ⟨ει⟩ en algunos casos.                                    |
| ⟨o⟩               | [ɔ]            | Como o en sort cuando es corta. |
| ⟨o⟩               | [oː]           | Similar a o en holy cuando es larga. Transliteración del griego ⟨ω⟩, y ⟨ου⟩ en algunos casos.                                             |
| ⟨u⟩               | [ʊ]            | Similar a u en put cuando es corto. |
| ⟨u⟩               | [uː]           | Similar a u en true cuando es larga. Transliteración del griego ⟨ου⟩.                                                                     |
| ⟨y⟩               | [ʏ]            | Como en alemán Stück cuando es corta (o como u o i corta) (se usa sobre todo en préstamos griegos). Transliteración del griego corto ⟨υ⟩. |
| ⟨y⟩               | [yː]           | Como en alemán früh cuando es larga (o como u o i larga) (se usa sobre todo en préstamos griegos). Transliteración del griego largo ⟨υ⟩.  |

| Grafema del latín | Fono del latín | Aproximación al inglés                                                |
| ----------------- | -------------- | --------------------------------------------------------------------- |
| ⟨ae⟩              | [ae̯]           | Como en aisle. Transliteración del griego ⟨αι⟩.                       |
| ⟨au⟩              | [au̯]           | Como en out. Transliteración del griego ⟨αυ⟩.                         |
| ⟨ei⟩              | [ei̯]           | Como en ey en they. Transliteración del griego ⟨ει⟩ en algunos casos. |
| ⟨eu⟩              | [eu̯]           | Como en portugués eu. Transliteración del griego ⟨ευ⟩.                |
| ⟨oe⟩              | [oe̯]           | Como en boy. Transliteración del griego ⟨οι⟩.                         |
| ⟨ui⟩              | [ui̯]           | Como en español muy, aproximadamente a hooey.                         |
| ⟨yi⟩              | [ʏɪ̯]           | Transliteración del diptongo griego ⟨υι⟩.                             |

## Sílabas y acento

### Naturaleza del acento
Aunque algunos estudiosos franceses e italianos creen que el acento latino clásico era puramente un acento de tono, que no tenía ningún efecto sobre la colocación de las palabras en una línea poética, la opinión de la mayoría de los estudiosos es que el acento era un acento de tensión. Uno de los argumentos es que, a diferencia de la mayoría de las lenguas con acento tonal, no existen pares mínimos como el griego antiguo φῶς (acento descendente) "luz" frente a φώς (acento ascendente) "hombre" en los que un cambio de acento en la misma sílaba cambia el significado. Entre otros argumentos están la pérdida de vocales antes o después del acento en palabras como discip(u)līna y sinist(e)ra; y el acortamiento de sílabas post o preacentuales en Plauto y Terencio mediante brevis brevians, por ejemplo, escansiones como senex y voluptātem con la segunda sílaba corta.

### Acentuación en latín antiguo
En latín antiguo, como en el protoitálico, el acento recaía normalmente en la primera sílaba de una palabra. Durante este periodo, el acento inicial de la palabra provocaba cambios en las vocales de las sílabas no iniciales, cuyos efectos aún son visibles en el latín clásico. Compárese, por ejemplo:
- faciō 'yo hago', factus 'hecho'; pronunciado /ˈfa.ki.oː/ y /ˈfak.tus/ en latín antiguo y clásico posteriores.
- afficiō 'yo afecto', affectus 'afectado'; pronunciado /ˈaf.fi.ki.oː/ y /ˈaf.fek.tus/ en latín antiguo tras reducción vocálica, /af.ˈfi.ki.oː/ y /af.ˈfek.tus/ en latín clásico.

En los primeros escritos latinos, las vocales originales no reducidas siguen siendo visibles. El estudio de esta reducción vocálica, así como de la síncopa (caída de sílabas cortas no acentuadas) en los préstamos griegos, indica que el acento se mantuvo en la inicial de la palabra hasta la época de Plauto, en el siglo III a. C.. A partir de entonces, la posición del acento cambió hasta convertirse en el patrón del latín clásico.

### Sílabas y acento en el latín clásico
En el latín clásico, el acento cambió. Pasó de la primera sílaba a una de las tres últimas, denominadas antepenúltima, penúltima y última (abreviatura de la sílaba antepaenultima, paenultima y ultima syllaba). Su posición viene determinada por el peso silábico de la penúltima. Si la penúltima es pesada, se acentúa; si la penúltima es ligera y hay más de dos sílabas, se acentúa la antepenúltima. En unas pocas palabras originalmente acentuadas en la penúltima, el acento recae en la última porque las dos últimas sílabas se han contraído o se ha perdido la última sílaba.

#### Sílaba
Para determinar el acento, se determinar el peso silábico de la penúltima, y para determinar el peso silábico, las palabras deben dividirse en sílabas. En los siguientes ejemplos, la estructura silábica se representa mediante estos símbolos: C (una consonante), K (una oclusiva), R (una líquida), y V (una vocal corta), VV (una vocal larga o diptongo).

###### Núcleo
Cada vocal corta, larga o diptongo pertenece a una única sílaba. Esta vocal forma el núcleo silábico. Así magistrārum tiene cuatro sílabas, una por cada vocal (a, i, ā, u: V, V, VV, V), aereus tiene tres (ae, e, u: VV, V, V), tuō tiene dos (u, ō: V, VV), y cui tiene una (ui: VV).

#### Inicio y coda
Una consonante antes de una vocal o un grupo de consonantes al principio de una palabra se coloca en la misma sílaba que la vocal siguiente. Esta consonante o grupo de consonantes forma el inicio de la sílaba.
- fēminae /feː.mi.nae̯/ (CVV.CV.CVV)
- uidēre /wi.deː.re/ (CV.CVV.CV)
- puerō /pu.e.roː/ (CV.V.CVV)
- beātae /be.aː.tae̯/ (CV.VV.CVV)
- grauiter /ɡra.wi.ter/ (CCV.CV.CVC)
- strātum /straː.tum/ (CCCVV.CVC)

Si hay una consonante adicional dentro de la palabra, se coloca al final de la sílaba. Esta consonante es la coda de la sílaba. Así, si un grupo consonántico de dos consonantes se produce entre vocales, se dividen entre sílabas: una va con la sílaba anterior, la otra con la sílaba posterior.
- puella /pu.el.la/ (CV.VC.CV)
- supersum /su.per.sum/ (CV.CVC.CVC)
- coāctus /ko.aːk.tus/ (CV.VVC.CVC)
- intellēxit /in.tel.leːk.sit/ (VC.CVC.CVVC.CVC)

Hay dos excepciones. Un grupo consonántico de una parada p t c b d g seguido de una líquida l r entre vocales suele ir a la sílaba que le sigue, aunque a veces también se rompe como otros grupos consonánticos.
- volucris /wo.lu.kris/ o /wo.luk.ris/ (CV.CV.KRVC o CV.CVK.RVC)

#### Sílabas pesadas y ligeras
Como se muestra en los ejemplos anteriores, las sílabas latinas tienen una gran variedad de estructuras posibles. He aquí algunas de ellas. Los cuatro primeros ejemplos son sílabas ligeras y los seis últimos, pesadas. Todas las sílabas tienen al menos una V (vocal). Una sílaba es pesada si tiene otra V o C (o ambas) después de la primera V. En la tabla siguiente, la V o VC extra está en negrita, lo que indica que hace que la sílaba sea pesada.
|   |   |   | V |   |   |
|   |   | C | V |   |   |
|   | C | C | V |   |   |
| C | C | C | V |   |   |
|   |   | C | V | V |   |
|   |   | C | V | C |   |
|   |   | C | V | V | C |
|   |   |   | V | V |   |
|   |   |   | V | C |   |
|   |   |   | V | V | C |

Así, una sílaba es pesada si termina en vocal larga o diptongo, en vocal corta y consonante, en vocal larga y consonante o en diptongo y consonante. Las sílabas terminadas en diptongo y consonante son raras en latín clásico.
El inicio de sílaba no tiene relación con el peso silábico; tanto las sílabas pesadas como las ligeras pueden no tener inicio o tener un inicio de una, dos o tres consonantes.
En latín, una sílaba que es pesada porque termina en una vocal larga o diptongo se llama tradicionalmente syllaba nātūrā longa ('sílaba larga por naturaleza'), y una sílaba que es pesada porque termina en una consonante se llama positiōne longa ('larga por posición'). Estos términos son traducciones del griego συλλαβὴ μακρά φύσει (syllabḕ makrá phýsei = 'sílaba larga por naturaleza') y μακρὰ θέσει (makrà thései = 'larga por proposición'), respectivamente; por tanto, no debe confundirse positiōne con implicar que una sílaba "es larga por su posición/lugar en una palabra", sino que "es tratada como 'larga' por convención". En este artículo se utilizan las palabras pesada y ligera para las sílabas, y largo y corto para las vocales, ya que ambas no son lo mismo.

#### Regla de acentuación
En una palabra de tres o más sílabas, el peso de la penúltima determina dónde se coloca el acento. Si la penúltima es ligera, el acento se coloca en la antepenúltima; si es pesada, el acento se coloca en la penúltima. A continuación, el acento se marca colocando la marca de acentuación ⟨ˈ⟩ antes de la sílaba acentuada.
| volucris      | fēminae       | puerō       |
| /ˈwo.lu.kris/ | /ˈfeː.mi.nae̯/ | /ˈpu.e.roː/ |
| CV.CV.CCVC    | CVV.CV.CVV    | CV.V.CVV    |

| volucris     | vidēre      | intellēxit        | beātae      | puella     | coāctus      |
| CV.CVC.CVC   | CV.CVV.CV   | VC.CVC.CVVC.CVC   | CV.VV.CVV   | CV.VC.CV   | CV.VVC.CVC   |
| /woˈluk.ris/ | /wiˈdeː.re/ | /in.telˈleːk.sit/ | /beˈaː.tae̯/ | /puˈel.la/ | /koˈaːk.tus/ |

#### Acortamiento yámbico
El acortamiento yámbico o brevis brevians es el acortamiento vocálico que se produce en palabras del tipo ligero-pesado, en las que se acentúa la sílaba ligera. Mediante este cambio de sonido, palabras como egō, modō, benē, amā con vocal final larga cambian a ego, modo, bene, ama con vocal final corta.
El término también se refiere al acortamiento de sílabas cerradas que siguen a una sílaba corta, por ejemplo quid ĕst, volŭptātem, apŭd iudicem, entre otros. Este tipo de acortamiento se encuentra en el latín antiguo, por ejemplo en las comedias de Plauto y Terencio, pero no en la poesía de la época clásica.

## Elisión
Cuando una palabra terminaba en vocal (incluidas las vocales nasalizadas que se escriben como am em im um~(om) y el diptongo ae) y la palabra siguiente empezaba por vocal, la primera vocal, al menos en verso, se solía elidir; es decir, se omitía por completo, o posiblemente (en el caso de /i/ y /u/) se pronunciaba como la semivocal correspondiente. Cuando la segunda palabra era est o es, y posiblemente cuando la segunda palabra era et, a veces se producía una forma diferente de elisión (prodelisión): se conservaba la vocal de la palabra precedente y se elidía la e en su lugar. La elisión también se producía en griego antiguo, pero en esta lengua se muestra por escrito sustituyendo la vocal en cuestión por un apóstrofo, mientras que en latín la elisión no se indica en absoluto en la ortografía, sino que puede deducirse de la forma del verso. Sólo se encuentra ocasionalmente en las inscripciones, como en scriptust por scriptum est.

## Convenciones modernas

### Ortografía

#### Letras
El uso moderno, incluso para los textos latinos clásicos, varía en lo que respecta a la I y la V. Durante el Renacimiento, la convención de imprenta era utilizar la I (mayúscula) y la i (minúscula) tanto para la /i/ vocálica como para la /j/ consonántica, utilizar la V en mayúscula y en minúscula la v al principio de palabra y la u posteriormente dentro de la palabra independientemente de si se representaba /u/ y /w/.
Muchas editoriales (como Oxford University Press) han adoptado la convención de utilizar I (mayúscula) e i (minúscula) tanto para /i/ como para /j/, y V (mayúscula) y u (minúscula) tanto para /u/ como para /w/.
Un enfoque alternativo, menos común hoy en día, consiste en utilizar i y u sólo para las vocales y j y v para las aproximantes.
Sin embargo, la mayoría de las ediciones modernas, adoptan una posición intermedia, distinguiendo entre u y v pero no entre i y j. Normalmente, la v no vocálica después de q o g se sigue imprimiendo como u en lugar de v, probablemente porque en esta posición no cambió de /w/ a /v/ en la época postclásica.

#### Diacríticos
Los libros de texto y los diccionarios suelen indicar la duración de las vocales colocando un macrón o una barra horizontal sobre la vocal larga, pero no suele hacerse en los textos regulares. Ocasionalmente, sobre todo en los primeros textos impresos hasta el siglo XVIII, puede verse el uso de un circunflejo para indicar una vocal larga cuando esto marca una diferencia en el sentido, por ejemplo, Româ /ˈroːmaː/ ('de Roma' ablativo) comparado con Roma /ˈroːma/ ('Roma' nominativo).
A veces, por ejemplo en los libros de oficios católicos romanos, se utiliza un acento agudo sobre una vocal para indicar la sílaba acentuada. Sería redundante para quien conociera las reglas clásicas de acentuación e hiciera la distinción correcta entre vocales largas y cortas, pero la mayoría de los hablantes de latín desde el siglo III no han hecho ninguna distinción entre vocales largas y cortas, sino que han mantenido los acentos en los mismos lugares; así, el uso de tildes permite a los hablantes leer correctamente una palabra en voz alta aunque nunca la hayan oído pronunciar en voz alta.

### Pronunciación

#### Latín postmedieval
Desde principios del Renacimiento en adelante, con el uso de la lengua como lengua internacional entre los intelectuales, la pronunciación del latín en Europa pasó a estar dominada por la fonología de las lenguas locales, lo que dio lugar a diversos sistemas de pronunciación.

#### Préstamos y estudio formal
Cuando se utilizan palabras latinas como préstamos en una lengua moderna, no se suele intentar pronunciarlas como lo hacían los romanos; en la mayoría de los casos, se emplea una pronunciación adecuada a la fonología de la lengua receptora.
Por lo general, las palabras latinas de uso común en inglés se asimilan completamente al sistema sonoro inglés, con pocos elementos que las identifiquen como extranjeras, por ejemplo, cranium, saliva. Otras palabras tienen una fuerte influencia del latín, normalmente debido a rasgos ortográficos como los dígrafos ae y oe (a veces escritos como ligaduras: æ y œ, respectivamente), que denotan /i:/ en inglés. El dígrafo ae o la ligadura æ en algunas palabras tienden a recibir una pronunciación /aɪ/, por ejemplo, curriculum vitae.
Sin embargo, el uso de palabras prestadas en el contexto de la lengua de la que proceden es una situación muy distinta del estudio del latín propiamente dicho. En este contexto, profesores y alumnos intentan recrear al menos un cierto sentido de la pronunciación original. Lo que se enseña a los anglófonos nativos se sugiere mediante los sonidos de las lenguas romances actuales, descendientes directas del latín. Los profesores que adoptan este enfoque argumentan que las vocales romances probablemente se acercan más a la pronunciación original que las de cualquier otra lengua moderna.
Sin embargo, otras lenguas —incluidos los miembros de la familia románica— tienen sus propias interpretaciones del sistema fonológico latino, aplicadas tanto a las palabras prestadas como al estudio formal del latín. Por otro lado, los profesores de inglés, lenguas románicas u otras no siempre señalan que el acento concreto que aprenden sus alumnos no es en realidad la forma en que hablaban los antiguos romanos.

#### Pronunciación eclesiástica
Desde finales del siglo XIX y principios del XX, la pronunciación italianizante del latín se ha ido aceptando como norma universal en la Iglesia católica. Hasta entonces, la pronunciación del latín en la iglesia era la misma que en otros ámbitos y solía reflejar los valores sonoros asociados a la nacionalidad y la lengua materna del hablante. Todavía se utilizan otras pronunciaciones eclesiásticas, sobre todo fuera de la Iglesia católica.
A continuación se ofrece una guía de esta pronunciación italianizante. Dado que las letras o combinaciones de letras b, d, f, m, n, ph y v se pronuncian como en español, no se incluyen en la tabla.
| Grafema | Pronunciación | Contexto                                       | Ejemplo    | Aproximación al inglés                                           |
| ------- | ------------- | ---------------------------------------------- | ---------- | ---------------------------------------------------------------- |
| ⟨c⟩     | [t͡ʃ]          | Antes de ae, e, i, oe, y                       | procella   | change                                                           |
| ⟨c⟩     | [k]           | Antes de a, o, u                               | carnem     | sky (nunca aspirada como en kill)                                |
| ⟨ch⟩    | [k]           | Siempre                                        | Antiochia  | sky (nunca aspirada como en kill)                                |
| ⟨g⟩     | [d͡ʒ]          | Antes de ae, e, i, oe, y                       | agere      | gem                                                              |
| ⟨g⟩     | [ɡ]           | Antes de a, o, u                               | plaga      | gate                                                             |
| ⟨gn⟩    | [ɲ(ː)]        | Siempre                                        | signum     | canyon (más o menos); precisamente como gnocchi, en italiano     |
| ⟨h⟩     | ∅             | En casi todos los casos                        | hora       | (silencioso)                                                     |
| ⟨h⟩     | [k]           | Entre las vocales de algunas palabras          | mihi       | sky (nunca aspirada como en kill)                                |
| ⟨i⟩     | [j]           | Al inicio de una palabra y antes de una vocal  | ianua      | yard                                                             |
| ⟨i⟩     | [jː]          | Entre vocales                                  | Gaius      | Doble, como en toy yacht                                         |
| ⟨k⟩     | [k]           | Siempre                                        | kalendae   | sky (nunca aspirada como en kill)                                |
| ⟨l⟩     | [l]           | Siempre                                        | paulum     | slip (no como en pools)                                          |
| ⟨p⟩     | [p]           | Siempre                                        | praeda     | spy (nunca aspirada como en pill)                                |
| ⟨qu⟩    | [kʷ]          | Siempre                                        | atque      | quick (nunca como en antique)                                    |
| ⟨r⟩     | [r]           | Siempre                                        | regina     | (como rana, en español o italiano)                               |
| ⟨rh⟩    | [r]           | Siempre                                        | regina     | (como rana, en español o italiano)                               |
| ⟨s⟩     | [s]           | Siempre (formalmente)                          | sanctum    | sing                                                             |
| ⟨s⟩     | [z]           | Entre vocales (informalmente)                  | miser      | tease                                                            |
| ⟨sc⟩    | [ʃ]           | Antes de ae, e, i, oe, y                       | ascendit   | shade                                                            |
| ⟨sc⟩    | [sk]          | Antes de a, o, u                               | pascunt    | scare                                                            |
| ⟨t⟩     | [t]           | Generalmente                                   | tironibus  | stay (nunca aspirada como en table ni tan blanda como en nation) |
| ⟨t⟩     | [t͡s]          | Antes de la i sin acento y no después de s/t/x | nationem   | pizza                                                            |
| ⟨v⟩     | [v]           | Siempre                                        | conservare | preserve                                                         |
| ⟨x⟩     | [ks]          | Generalmente                                   | dextro     | fox                                                              |
| ⟨x⟩     | [ɡz]          | Internamente antes de una vocal acentuada      | exaudi     | examine                                                          |
| ⟨xc⟩    | [ksk]         | Generalmente                                   | exclamavit | exclaim                                                          |
| ⟨xc⟩    | [kʃ]          | Antes de ae, e, i, oe, y                       | excelsis   | thick shell                                                      |
| ⟨z⟩     | [d͡z]          | Siempre                                        | zona       | lads                                                             |

| Grafema | Pronunciación | Aproximación al inglés                                     |
| ------- | ------------- | ---------------------------------------------------------- |
| ⟨a⟩     | [ä]           | father (más o menos) precisamente como en ramo, en español |
| ⟨ae⟩    | [ɛ]/[e]       | pet                                                        |
| ⟨oe⟩    | [ɛ]/[e]       | pet                                                        |
| ⟨e⟩     | [ɛ]/[e]       | pet                                                        |
| ⟨i⟩     | [i]           | seek                                                       |
| ⟨o⟩     | [ɔ]/[o]       | sort                                                       |
| ⟨u⟩     | [u]           | cool                                                       |
| ⟨y⟩     | [i]           | seek                                                       |

| Grafema | Pronunciación | Aproximación al inglés                         |
| ------- | ------------- | ---------------------------------------------- |
| ⟨au⟩    | [au̯]          | out                                            |
| ⟨ei⟩    | [ɛi̯]          | they                                           |
| ⟨eu⟩    | [ɛu̯]          | no hay una aproximación obvia; casi como EH-oo |
| ⟨ui⟩    | [ui̯]          | screwy                                         |

- La duración de las vocales no es fonémica. En consecuencia, el acento automático del latín clásico, que dependía de la longitud de las vocales, se convierte en acento fonémico en el latín eclesiástico. Algunos textos eclesiásticos marcan el acento con un acento agudo en palabras de tres o más sílabas.
- Las m y n finales de palabra se pronuncian completas, sin nasalización de la vocal precedente.

En su Vox Latina: A guide to the Pronunciation of Classical Latin, William Sidney Allen señalaba que esta pronunciación, utilizada por la Iglesia católica en Roma y en otros lugares, y cuya adopción recomendaba el papa Pío X en una carta de 1912 al arzobispo de Bourges, "está probablemente menos alejada del latín clásico que cualquier otra pronunciación 'nacional'"; pero, como puede verse en la tabla anterior, existen, no obstante, diferencias muy significativas. En la introducción del Liber Usualis se indica que en las liturgias eclesiásticas debe utilizarse la pronunciación del latín eclesiástico. La Pontificia Academia de Latinidad es la academia pontificia del Vaticano encargada de la difusión y educación de los católicos en lengua latina.
Fuera de Austria, Alemania, Chequia y Eslovaquia, es la norma más utilizada en el canto coral que, salvo algunas excepciones como el Oedipus rex de Stravinsky, se refiere a textos litúrgicos. Los coros anglicanos la adoptaron cuando los clasicistas abandonaron la pronunciación inglesa tradicional tras la Segunda Guerra Mundial. El auge de las interpretaciones históricamente informadas y la disponibilidad de guías como Singing in Latin de Copeman han propiciado el reciente resurgimiento de las pronunciaciones regionales.

## Pronunciación compartida por el latín vulgar y las lenguas romances
A medida que el latín clásico evolucionó hacia el latín tardío y, finalmente, hacia las lenguas romances modernas, experimentó varios cambios fonológicos. Entre los cambios más notables se encuentran los siguientes, cuyo orden preciso es incierto:
- Pérdida de /h/, en todos los contextos, y pérdida de /m/ final, en palabras polisilábicas.
- Monoptongación de /ae̯ oe̯/ a /ɛː eː/ respectivamente.
- Fortificación de /w/ a /β/, luego lenición de /b/ intervocálica a /β/. Más tarde se desarrolla a /v/ en muchas zonas.
- Pérdida fonémica (ya no alofónica) de /n/ ante /s/ y de final en palabras polisílabas.
- Desarrollo fonémico (ya no alofónico) de /i e/ a /j/ cuando no está acentuada y en hiato.
- Palatalización de las consonantes /t d/ por una /j/ posterior.
- Pérdida de la duración fonémica de las vocales, pasando a ser la calidad vocálica el factor distintivo. Como resultado, se produjeron varias fusiones vocálicas.
- Palatalización de otras consonantes por una /j/ posterior.
- Palatalización de /k g/ ante vocales anteriores (no en todas partes).

## Ejemplos
Los siguientes ejemplos están ambos en verso, lo que demuestra varias características más claramente que la prosa.

### Del latín clásico
Aeneid de Virgilio, libro 1, versos 1-4. Metro cuantitativo (hexámetro dactílico). Traducción: "Yo canto a las armas y al hombre que, empujado por el destino, primero vino desde las fronteras de Troya a Italia y a las costas lavinias; [fue] muy afligido tanto en las tierras como en las profundidades por el poder de los dioses, a causa de la ira vengativa de la feroz Juno."
1. Ortografía inglesa tradicional (siglo XIX)Arma virúmque cano, Trojæ qui primus ab oris

Italiam, fato profugus, Lavíniaque venit

Litora; multùm ille et terris jactatus et alto
Vi superum, sævæ memorem Junonis ob iram.
1. Ortografía moderna con macronesArma virumque canō, Trōiae quī prīmus ab ōrīs

Ītaliam, fātō profugus, Lāvīniaque vēnit

Lītora; multum ille et terrīs iactātus et altō 

Vī superum, saevae memorem Iūnōnis ob īram.
1. Ortografía moderna con macrones y sin distinción entre la u y la v.Arma uirumque canō, Trōiae quī prīmus ab ōrīs

Ītaliam, fātō profugus, Lāuīniaque uēnit

Lītora; multum ille et terrīs iactātus et altō

Uī superum, saeuae memorem Iūnōnis ob īram.

1. Ortografía moderna sin macronesArma virumque cano, Troiae qui primus ab oris

Italiam, fato profugus, Laviniaque venit

Litora; multum ille et terris iactatus et alto

Vi superum, saevae memorem Iunonis ob iram.
1. Pronunciación romana clásica [reconstruida]

[ˈär.mä wɪ|ˈrʊ̃ː.kᶣɛ ˈkä|noː ˈtroː|jäe̯ kᶣiː |ˈpriː.mʊs‿ä‖ˈb‿oː.riːs 
iː.ˈtä.li|ä̃ː ˈfäː|toː ˈprɔ.fʊ|ɡʊs ɫäː|ˈwiː.njä.kᶣɛ ‖ˈweː.nɪt
ˈliː.tɔ.rä | ˈmʊɫ.t(ᶣ)‿ɪl|l‿ɛt ˈtɛr|riːs jäk|ˈtäː.tʊ.s‿ɛ‖ˈt.äɫ.toː 
 wiː ˈsʊ.pæ|rʊ̃ː ˈsäe̯|wäe̯ ˈmɛ.mɔ|rɛ̃ː juː|ˈnoː.nɪ.s‿ɔ‖ˈb‿iː.rä̃ː]
Obsérvense las elisiones en mult(um) y ill(e) en la tercera línea. 
Algunos manuscritos tienen "Lāvīna" en lugar de "Lāvīnia" en la segunda línea.

### Del latín medieval
Comienzo de Pange Lingua Gloriosi Corporis Mysterium de Tomás de Aquino (siglo XIII). Metro acentual rimado. Traducción: "Exalta, [mi] lengua, el misterio del cuerpo glorioso y de la sangre preciosa, que el fruto de un vientre noble, el rey de las naciones, derramó como precio del mundo".
1. Ortografía tradicional como en los libros de oficios católicos romanos (sílaba acentuada marcada con acento agudo en palabras de tres sílabas o más).

Pange lingua gloriósi 

Córporis mystérium,

Sanguinísque pretiósi,

quem in mundi prétium

fructus ventris generósi

Rex effúdit géntium.
1. Pronunciación eclesiástica italianizante

/ˈpand͡ʒe ˈlinɡwa ɡlori'osi 
ˈkorporis misˈterium 
sanɡwiˈniskwe pret͡si'osi 
 kwem in ˈmundi ˈpret͡sium
ˈfruktus ˈventris d͡ʒeneˈrosi
 ˈreks efˈfudit ˈd͡ʒent͡sium/